# 超越梦想
《超越梦想》，韩葆、胡峥词，王晓锋曲，创作于1999年的申奥歌曲，由汪正正原唱。

## 大事记
- 1998年，作曲家王晓锋与韩葆开始申奥歌曲的创作。
- 1999年，该曲经过修改后作为北京申办2008年奥运会活动的主题曲进行录制，后经过中央电视台播出而广大传唱。[1]

## 专辑收录
| 专辑名            | 歌手   | 唱片公司 | 发行日期  |
| ----------------- | ------ | -------- | --------- |
| 《超越梦想》      | 董蕾蕾 | 原创歌手 | 2008-8-26 |
| 《单曲-超越梦想》 | 汪正正 |          |           |

## 歌曲轶事
- 作曲者王晓锋与演唱者汪正正曾于1995年合作为沱牌麯酒制作广告歌，后来二人均因《超越梦想》打响知名度[2]。
- 通过这首歌王晓锋、韩葆俩人结为夫妻。[1]

## 脚注
1. 1 2   . 音乐周刊. 2011-06-27  [2011-09-13]. （原始内容存档于2014-12-16） （中文（简体））.
2. ↑  . 大市场（广告导报） (贵州人民出版社). 2005, (09): 113–124. ISSN 1671-7902.